# سلوك قشلاقي
سلوك قشلاقي (بالإنجليزية: Saluk Qeshlaqi)‏ هي human-geographic territorial entity تقع في أردبيل في إيران. يقدر عدد سكانها بـ 45 نسمة .